# Trachusa flavorufula
Trachusa flavorufula är en biart som beskrevs av Pasteels 1969. Trachusa flavorufula ingår i släktet hartsbin, och familjen buksamlarbin. Inga underarter finns listade i Catalogue of Life.